# レタス (バンド)
レタス（Lettuce）は、アメリカのジャズ・ファンク/ファンク・バンド。ソウライヴのメンバーとしても知られるギタリストのエリック・クラズノーらによって結成された。
名称の由来は、野菜のレタスではなく「Let us!（俺たちにさせろ!）」という意味から来ている。

## 来歴
1992年にバークリー音楽大学のサマー・スクールで、サム・キニンジャー（サクソフォーン）を除くメンバー；エリック・クラズノー（ギター。クラズと表記）、アダム・ダイチ（ドラム）、アダム・スミルノフ（ギター）、エリック・クームス（ベース）、ライアン・ゾアディス（サックス）、ジェフ・バスカー（キーボード）らが知り合い、ジャム・セッションを重ねていった。これがレタスの母体となる。バークリーに全員が進学すると、クラズは2歳年上のサム・キニンジャーと知り合う。クラズは1年後にハンプシャー・カレッジへと転校してしまうが、旧知のメンバーと連絡を取り、1995年にレタスを結成する。もっとも当初は特定の名前は決めておらず、活動内容はハービー・ハンコック（ザ・ヘッドハンターズ）やジェームズ・ブラウン等のファンク・トラックのコピーをしていた。
バンドは老舗ジャズ・クラブのウォリーズを中心に活動を始める。アイアン・ホース・ミュージック・ホールでもライブを行っており、そこにムーン・ブート・ラバーのメンバーとして出演していたアラン・エヴァンス、ニール・エヴァンスの兄弟とは友人の間柄だった。クラズはエヴァンス兄弟に誘われ、1999年にソウライヴを結成。バンドはレタスとしての活動を休止、ドラマーのチャールス・ヘインズをリーダーとして迎え、ザ・スクアッドと改名した。
レタスの活動が再開するのは、2001年、ヴェロア・レコーディングス（エリック・クラズノーの兄、ジェフ・クラズノーのレーベル）主宰のイベント「Dig Deep」からだ。ジョン・スコフィールド、フレッド・ウェズリー、さらにDJロジック、ジェイムス・ハートもライブにゲスト参加。ソウライヴのニール・エヴァンスも参加した。ジョンとフレッドはレタスの再開後、最初のアルバム『アウタ・ヒア』にもゲスト参加している。
2003年11月にブルーノート東京にて来日公演を果たす。この時の模様がアルバム『ライヴ・アット・ブルーノート東京』に収録される。なお、ジェス・バスカーはスケジュールのために参加できなくなり、代役としてニール・エヴァンスが参加した。トランペッターのラショーン・ロスも参加している。
2008年には2枚目のスタジオ・アルバムとなる『レイジ!』をリリース。ニール・エヴァンスがゲストではなく正規メンバーとして加入し、彼の兄弟のアラン・エヴァンスがミキシング・エンジニアとして参加している。カーティス・メイフィールドの「ムーヴ・オン・アップ」をカバーしており、歌手のドゥエレが参加している。

## ディスコグラフィ

### スタジオ・アルバム
- 『アウタ・ヒア』 - Outta Here (2002年、Verour)
- 『レイジ!』 - Rage! (2008年、Verour)
- 『フライ』 - Fly! (2012年、Verour)
- 『クラッシュ』 - Crush (2015年、Lettuce)
- 『モア・クラッシュモア』 - More Crushmore (2016年、Lettuce)
- 『エレヴェイト』 - Elevate (2019年、Lettuce)
- 『リゾネイト』 - Resonate (2020年、Round Hill)
- Unify (2022年、Round Hill)

### ライブ・アルバム
- 『ライヴ・アット・ブルーノート東京』 - Live at Blue Note Tokyo (2004年、Verour)
- Witches Stew (2017年、Lettuce)